# Duellmanohyla rufioculis
Duellmanohyla rufioculis es una especie de anfibios de la familia Hylidae.
Es endémica de Costa Rica.
Sus hábitats naturales incluyen bosques tropicales o subtropicales secos y a baja altitud, montanos secos y ríos intermitentes. Está amenazada de extinción por la destrucción de su hábitat natural.